# زون ۲۰۲ شمشاد
زون ۲۰۲ شمشاد یا زون شرق یکی از ۸ زون تشکیلات اداری وزارت امور داخله جمهوری اسلامی افغانستان می‌باشد که شامل ولایات ننگرهار، کنر، نورستان، لغمان، پروان، کاپیسا و پنجشیر می‌شود. زون معادل قول اردو در وزارت دفاع افغانستان است و معادل انگلیسی آن «Region» یا منطقه می‌باشد. باشگاه فوتبال بازهای اسپین غر نیز به نمایندگی از این زون وارد مسابقات لیگ برتر فوتبال افغانستان می‌شود. فرمانده کنونی این زون عبدالحکیم اسحاق‌زی می‌باشد.